# Effet de la prière
Bien que la plupart des croyances religieuses soient invérifiables par la méthode scientifique, certaines revendications plus spécifiques peuvent être testées de cette manière. C'est le cas, notamment, de la prière : prier pour quelqu'un qui est malade aurait des effets mesurables sur sa santé.
Un certain nombre d'études sur la prière d'intercession ont été publiées, et leurs résultats globaux ont été étudiés. Cependant, il y a relativement peu d'études soigneusement contrôlées de ce sujet et le champ reste minuscule, avec environ 5 millions de dollars dépensés dans le monde entier sur de telles recherches.
De nombreuses méta-analyses réalisées dans ce domaine vont dans le sens d'une absence d'effet ou d'un effet potentiellement faible. Par exemple, une méta-analyse de 2006 sur 14 études a conclu qu'il n'y a « pas d'effet discernable », tandis qu'un examen systémique de la prière d'intercession en 2007 a rapporté des résultats non concluants, en notant que 7 sur 17 études avaient « de petites, mais significatives, valeurs d'effet », mais l'examen a noté que les études les plus méthodologiquement rigoureuses n'ont pas pu produire des résultats significatifs,. L'effet placebo est une explication plausible des effets positifs de la prière.

## Introduction
En comparaison à d'autres domaines qui ont été étudiés scientifiquement, des études soigneusement contrôlées de prière sont relativement peu nombreuses. Le champ reste faible, avec environ 5 millions de dollars dépensés dans le monde entier pour de telles recherches.
Les études dont il est question ici ont toutes été réalisées à l'aide des prieurs chrétiens. Certains ont rapporté des résultats nuls, certaines ont signalé des corrélations entre la prière et la santé, et certaines ont rapporté des résultats contradictoires dans lesquelles les bénéficiaires de la prière avaient vu leur état de santé empirer. Les paramètres utilisés dans les modèles d'étude ont varié, par exemple, en ce qui concerne la fréquence des prières, quotidiennes ou hebdomadaires, que ce soit pour fournir des photos des patients, avec des noms complets ou partiels, qui mesure les niveaux de la croyance dans la prière, et si les patients ont subi une intervention chirurgicale.

## Études

### Galton
En 1872, le scientifique Sir Francis Galton a réalisé la première analyse statistique de prieurs. Il avait émis l'hypothèse, en partie de façon ironique, que si la prière était efficace, les membres de la famille royale britannique vivraient plus longtemps que la moyenne, étant donné que des milliers de personnes ont pour coutume de prier pour leur bien-être tous les dimanches. Il a également prié sur des parcelles aléatoires de terre afin de voir si les plantes se développeraient plus rapidement. Dans les deux cas il n'a trouvé aucune corrélation,.

### Byrd et Harris
En 1988, une étude de Randolph C. Byrd utilisait 393 patients à l'unité de soins intensifs de cardiologie de l'hôpital général de San Francisco. L'étude porte sur 29 résultats pour la santé en utilisant trois niveaux d'évaluation (bon, intermédiaire ou mauvais), le groupe de prière a subi moins de maladies nouvellement diagnostiqués pour, seulement, six d'entre eux. Byrd a conclu que « Sur la base de ces données il semble y avoir un effet, et cet effet a été présumé être bénéfique », et que « la prière d'intercession à Dieu judéo-chrétienne a un effet thérapeutique bénéfique chez les patients admis dans une Unité de soins intensifs de cardiologie ». La réaction de la communauté scientifique concernant cette étude était mitigée. Plusieurs critiques considéraient l'étude de Byrd comme étant bien conçue et bien exécutée, tandis que d'autre restaient sceptiques. Une critique de l'étude de Byrd, qui s'applique également à la plupart des autres études, est basée sur le fait qu'il ne limite pas la prière aux amis et la famille des patients, il est donc difficile de savoir quelles prières peuvent avoir été mesurées, le cas échéant.
L'étude de Byrd avait un échantillon inégal de seulement six résultats positifs parmi 29 conditions problématique spécifiques. Une analyse systématique suggère que cela indique des erreurs de type I, un terme technique précis utilisées dans les statistiques pour décrire les défauts particuliers dans un processus de test, où une hypothèse nulle vraie a été rejetée à tort.
Un suivi de 1999 par William S Harris et col. a tenté de reproduire les résultats de Byrd en vertu de strictes conditions expérimentales, en notant que la recherche initiale n'a pas été complètement réalisée en aveugle et a été limitée uniquement à des personnes « réceptives à la prière » (57 des 450 patients invités à participer à l'étude ont refusé de donner leur consentement « pour des raisons personnelles ou par conviction religieuse ») à l'aide d'un système continu de notation pondérée différent, qui, certes, était comme la notation de Byrd « une mesure des résultats non validés à l'unité de soins intensifs de cardiologie » - Harris et col. a conclu que « supplémentaire, à distance, en aveugle, la prière d'intercession a entraîné une amélioration mesurable des résultats médicaux de patients gravement malades », et a suggéré que « la prière est un complément efficace aux soins médicaux standard. » Cependant, quand ils appliquent les résultats de Byrd à leurs données, ils ne pouvaient pas documenter un effet de la prière en utilisant sa méthode de notation. Les critiques ont suggéré que les résultats à la fois de Byrd et de Harris peuvent être expliqués par le hasard. Le psychiatre Richard P. Sloan a comparé les études de Byrd et de Harris avec le sophisme du tireur d'élite : « chercher à travers les données jusqu'à ce qu'un effet significatif soit trouvé, puis tirer dans le mille.

### O'Laoire
Une étude réalisée en 1997 par O'Laoire consistait à demander à 90 personnes d'effectuer des prières quotidiennes pour 406 personnes (en comptant un groupe contrôle). Les prieurs avaient connaissance du nom des personnes pour lesquelles elles priaient, ainsi qu'une photo de ces personnes. L'étude fait état d'avantages non seulement pour les bénéficiaires, mais aussi pour les prieurs, et les niveaux de bénéfice sont en corrélation avec les niveaux de croyance des prieurs et des bénéficiaires dans certains cas. L'auteur propose plusieurs explications possibles de ce résultat, parmi lesquelles l'effet placebo. L'étude a mesuré l'anxiété et la dépression.

### Sicher
En 1998 Fred Sicher et coll. ont réalisé une étude à petite échelle en double aveugle de 40 patients à un stade avancé du SIDA, Les patients étaient dans la catégorie C-3 avec une numération cellulaire en CD4 inférieures à 200 et chacun avait été défini par au moins un cas de SIDA. Les patients ont été l'objet de prières d'intercession ou non, de façon aléatoire. L'intercession a été faite par des personnes dans différentes parties des États-Unis qui n'ont jamais eu aucun contact avec les patients. Dans cette expérience réalisée en double aveugle, les patients et les médecins ignoraient qui a reçu ou n'a pas reçu la prière d'intercession. Six mois plus tard le groupe faisant l'objet de prières a eu beaucoup moins de maladies dues au SIDA, de visites chez le médecin ou de jours d'hospitalisation moins fréquentes. cependant, le nombre de CD4 et les mesures d'autres paramètres physiologique n'ont présenté aucune variation significative entre les deux groupes de patient. Dans la section « discussion » à la fin de leur article, Fred Sicher et coll. appellent à une réplication de leurs résultats pour confirmer l'effet des soins à distance. 

### Mayo clinic
En 2001, une étude en double aveugle à la Mayo Clinic a été réalisée sur 799 patients de chirurgie coronaire distribués dans un groupe témoin ou un groupe de prière d'intercession. Le groupe faisant l'objet de prière d'intercession qui a reçu la prière au moins une fois par semaine à partir de 5 intercesseurs par patient. L'analyse portait sur les « points d'extrémité primaires » (la mort, l'arrêt cardiaque, les réhospitalisations, etc.) après 26 semaines, les chercheurs ont conclu que « la prière d'intercession n'a eu aucun effet significatif sur les résultats médicaux après l'hospitalisation dans une unité de soins coronariens ».

### Le scandale de la prière FIVETE
En 2001, le Journal of Reproductive Medicine a publié une étude expérimentale par trois chercheurs de l'université Columbia, qui prétendaient que la prière pour des femmes subissant une fécondation in vitro et transfert d'embryon (FIVETE) a résulté en un taux de réussite de la grossesse doublé (50 %) par rapport à celle qui n'ont pas fait l'objet de prière. L'université Columbia a publié un communiqué affirmant que l'étude a été soigneusement conçue pour éliminer les biais. Le plus sceptique était Bruce Flamm, un professeur clinicien de gynécologie et d'obstétrique à l'université de Californie à Irvine, qui a non seulement constaté que les procédures expérimentales étaient imparfaites, mais a aussi découvert que certains des auteurs étaient eux-mêmes des imposteurs. Le premier auteur, Kwang Y. Cha, n'a jamais répondu aux questions. Daniel Wirth, alias John Wayne Truelove, n'est pas un docteur en médecine mais un étudiant en parapsychologie qui a depuis été inculpé pour actes délictueux graves, pour fraude postale et vol, commis apparemment au moment où l'étude a été menée, et il a plaidé coupable. Le 22 novembre 2004, Wirth a été condamné à cinq ans de prison suivis de trois ans de liberté surveillée (libération conditionnelle). En décembre 2001, une enquête de l'université Columbia par le département de la Santé et des Services sociaux des États-Unis (DHHS) a révélé que l'auteur principal de l'étude, le Dr Rogerio Lobo, a appris l'existence de cette étude de six à douze mois après qu'elle a été achevée; il a ensuite nié avoir quelque chose à voir avec la conception de l'étude ou sa conduite, et a affirmé avoir fourni seulement une aide à la rédaction. Le nom de l'université Columbia et Lobo ont été retirés.

### Retroactive intercessory prayer
Une étude réalisée en 2001 par Leonard Leibovici a utilisé les enregistrements de 3 393 patients qui ont développé des infections du sang au Rabin Medical Center (en) de 1990 à 1996 pour étudier l'effet rétroactif de la prière d'intercession. Pour intégrer le pouvoir miraculeux allégué de la prière en elle-même, les prières ont été réalisées après le départ des patients de l'hôpital. Les 3 393 patients étaient à l''hôpital entre 1990 et 1996, et les prières ont été réalisées en 2000. Deux des résultats, (le temps de séjour à l'hôpital et la durée de la fièvre) ont présenté une amélioration sensible dans le groupe d'intervention, ce qui impliquerait que la prière peut même changer les événements dans le passé. Cependant, bien que le "taux de mortalité fût plus bas dans le groupe d'intercession, la différence entre les groupes n'était pas significative. Leibovici conclut que « à distance, la prière d'intercession avec effet rétroactif a été associée à un court séjour à l'hôpital et une plus courte durée de la fièvre chez les patients avec une infection du sang. » Leibovici note que dans le passé, les gens connaissaient la façon de prévenir les maladies (il cite le scorbut) sans comprendre pourquoi cela a fonctionné. En disant cela, il suggère que si la prière a vraiment un effet positif sur les patients à l'hôpital, ensuite il peut y avoir une explication naturaliste que nous ne comprenons pas encore. Par la suite, de nombreux scientifiques et chercheurs ont critiqué cette étude rétroactive; Leibovici a déclaré plus tard que son étude était « destinée à illustrer l'importance de poser des questions de recherche qui correspondent à des modèles scientifiques. ».

### L'étude MANTRA
En 2005, une étude MANTRA II (Monitoring and Actualisation of Noetic Trainings, en français suivi et actualisation des formations noétique) II a réalisé des essais cliniques durant trois ans dirigée par l'université Duke comparant la prière d'intercession et la thérapie MIT (Music, Imagery, and Touch) pour 748 patients en cardiologie. L'étude est considérée comme la première qui met en œuvre des protocoles scientifiques rigoureux appliqués sur une grande échelle pour évaluer la faisabilité de la prière d'intercession et d'autres pratiques de guérison. Elle a produit des résultats nuls et les auteurs ont conclu, « ni la prière masquée, ni la thérapie MIT therapy n'ont amélioré de façon significative les résultats cliniques après un cathétérisme électif ou une intervention coronarienne percutanée. »

### Le projet STEP
En 2006, une étude intitulée Study of the Therapeutic Effects of Intercessory Prayer (STEP) conduite par le professeur Herbert Benson de l'université Harvard était de loin l'enquête la plus complète et rigoureuse sur la prière de tierces personnes à ce jour. La STEP, communément nommée l'« étude de la prière de la Fondation Templeton » ou encore la « Grande expérience de la prière », utilisait 1802 patients d'un pontage aorto-coronarien dans six hôpitaux. Utilisant des protocoles en double aveugle, les patients ont été répartis aux hasard en trois groupes, mais sans mesurer la réceptivité individuelle à la prière. Les groupes expérimentaux et de contrôle 1 et 2 étaient informés, ils peuvent ou non recevoir des prières, et seulement le groupe 1 les a reçus. Le groupe 3, qui testait la possibilité des effets psychosomatiques, ont été informés qu'ils pouvaient faire l'objet de prière et l'ont été. Contrairement aux autres études, STEP a tenté de standardiser la méthode de prière. Seuls le prénom et l'initiale du nom de famille était fournie et aucune photo n'a été délivrée. Les congrégations de trois églises chrétiennes qui ont prié pour les patients "étaient autorisées à prier selon leur propre manière, mais il leur était demandé d'inclure la phrase suivante dans leur prière : « pour une chirurgie pleine de succès et un rétablissement rapide de la santé et sans complications ». Certains participants se sont plaints de cette façon mécanique de prier dans le cadre de l'expérience était inhabituel pour eux.
Des complications majeures et une mortalité à trente jours ce sont produites chez 52 pour-cent des patients qui ont fait l'objet de prières (groupe 1), 51 pour-cent de ceux qui n'en ont pas fait l'objet (groupe 2), et 59 pour-cent des patients qui savaient être l'objet de prières (groupe 3). Dans Pour en finir avec Dieu, Richard Dawkins écrivait, « Il y avait une différence entre ceux qui savaient qu'on avait prié pour eux et ceux qui ne savaient pas, mais pas dans le bon sens. Ceux qui savaient qu'ils avaient bénéficié de prières ont eux des complications significativement plus nombreuses que ceux qui ne savaient pas. Il plus probable que les patients qui savaient qu'on priait pour eux ont éprouvé plus d'anxiété subissant l'« angoisse du résultat » selon les termes des expérimentateurs. Au dire d'un des chercheurs, le Dr Charles Bethea, « il est possible que cela ait semé le doute dans leur esprit, est-ce que je suis si malade qu'ils ont dû faire appel à leur équipe de prière ? » Le coauteur de l'étude Jeffery Dusek a déclaré que « Chaque étude se construit sur d'autres, et STEP a mis en place la conception au-delà de ce qui avait été fait précédemment. Les résultats, cependant, pourrait bien être due à des limites de l'étude. » Le chef d'équipe Benson a déclaré que STEP n'était pas le mot de la fin sur les effets de la prière d'intercession et qu'aux questions soulevées par l'étude, il faudra des réponses supplémentaires.

### Banasik-Jemielniak, Jemielniak & Pędzich
Une étude publiée en 2021 dans le Journal of Religion & Health (d)  effectue une analyse statistique à partir de données issues de Wikidata pour mesurer si la prière d'intercession a eu un effet sur la longévité de 857 évêques et 500 prêtres de six pays catholiques mort ces trente dernières années, en comparaison avec une cohorte de 3038 universitaires masculins de ces mêmes pays et morts dans ce même temps. L'étude ne révèle aucune différence significative entre les évêques et les universitaires, et une différence légèrement défavorable pour les prêtres. Il est calculé qu'un évêque lambda peut être le destinataire sur un an de 330 000 (en France) à douze millions (au Mexique) de prières d'intercession, sans que celles-ci, conclut l'étude, n'ait aucun effet sur leur longévité.

## Méta-analyse
Une méta-analyse de plusieurs études relatives à la guérison d'intercession à distance a été publiée dans la revue Annals of Internal Medicine en 2000. Les auteurs ont analysé 23 essais de 2 774 patients. Cinq des essais testaient la prière en tant que méthode de guérison à distance, 11 étaient sans contact, et sept étaient d'autre nature. Parmi ces essais, 13 ont montré des résultats statistiquement significatifs d'effets bénéfiques du traitement, 9 n'ont montré aucun effet, et 1 a montré un résultat négatif. Les auteurs ont conclu qu'il est difficile de tirer des conclusions concernant la guérison à distance et a suggéré d'autres études.
En 2003, un examen des niveaux de preuves a trouvé « certaines » preuves pour l'hypothèse que « faire l'objet de prières améliore la récupération physique de la maladie aiguë ». Il a conclu que, bien qu'« un certain nombre d'études » ont testé cette hypothèse, « seulement trois ont suffisamment la rigueur pour être examinée ici » (Byrd 1988, Harris et al. 1999, et Sicher et al. 1998). Dans tous les trois, « les plus forts résultats » ont été pour les variables qui ont été évaluées le plus subjectivement. Cela soulève des préoccupations au sujet du possible démasquage par inadvertance des examinateurs de résultats. En outre, l'absence d'un mécanisme biologique plausible et claire par lequel un tel traitement pourrait influencer les résultats médicaux durs conduit à être sceptique sur les résultats. Cet examen de 2003 a été réalisé avant l'étude MANTRA en 2005 et le projet STEP en 2006, qui n'ont pas été concluants dans l'établissement de l'efficacité de la prière.
Diverses méta-analyses, plus larges, de la littérature dans le domaine ont été réalisées montrant des preuves uniquement pour l'absence d'effet ou un effet potentiellement faible. Par exemple, une méta-analyse de 2006 sur les 14 études a conclu qu'« Il n'y a pas d'effet discernable scientifiquement pour la prière d'intercession comme évalué dans des études contrôlées ». Cependant, en un examen systématique datant 2007 de 17 études sur la prière d'intercession trouve de « petit, mais significatifs, tailles d'effet pour l'utilisation de la prière d'intercession[Quoi ?] » dans sept études, mais « la prière n'« était pas associée à une amélioration positive de l'état du client » dans 10 autres, concluant que basée sur les critères de la Division 12 (Psychologie clinique) de la Société américaine de psychologie pour les pratiques basées sur les preuves, la prière d'intercession « doit être classifiée comme une intervention expérimentale ». L'examen a noté que les études les plus méthodologiquement rigoureuses n'ont pas produit des résultats significatifs.